# Anderson Silva da Paixão
Anderson Silva da Paixão (Ribeirão Pires, 5 marzo 1998) è un calciatore brasiliano, portiere dell'Atl. Goianiense.

## Carriera
Prodotto del settore giovanile del Palmeiras, nel 2019 è stato ceduto in prestito al Santa Cruz. Al termine dell'annata è stato prestato all'Athletico Paranaense, club che nel 2020 lo ha acquistato a titolo definitivo.
A fine 2020 è stato ceduto in prestito al Náutico in vista della nuova stagione di Série B. Rientrato al club rossonero nel 2021, ha preso parte al Campionato Paranaense prima di venire prestato nuovamente al Náutico.
Rientrato al club di Curitiba nel 2022, è stato mantenuto in prima squadra ed il 14 agosto ha esordito in Série A nella sconfitta per 5-0 contro il Flamengo.
Il 9 gennaio 2023 è stato annunciato a titolo definitivo dal Cruzeiro con un contratto di due stagioni.

## Statistiche

### Presenze e reti nei club
Statistiche aggiornate al 27 maggio 2022.
| Stagione                | Squadra                 | Campionato              | Campionato | Campionato | Coppe nazionali | Coppe nazionali | Coppe nazionali | Coppe continentali | Coppe continentali | Coppe continentali | Altre coppe | Altre coppe | Altre coppe | Totale | Totale | Totale |
| Stagione                | Squadra                 | Comp                    | Pres       | Reti       | Comp            | Pres            | Reti            | Comp               | Pres               | Reti               | Comp        | Pres        | Reti        | Pres   | Reti   |        |
| ----------------------- | ----------------------- | ----------------------- | ---------- | ---------- | --------------- | --------------- | --------------- | ------------------ | ------------------ | ------------------ | ----------- | ----------- | ----------- | ------ | ------ | ------ |
| 2019                    | Santa Cruz              | A1/PE+C                 | 7+18       | -27 ; -7   | CB              | 6               | -5              |                    | -                  | -                  | CdN         | 5           | -5          | 36     | -44    |        |
| 2020                    | Athl. Paranaense        | A1/PR+A                 | 5+0        | -6         | CB              | 0               | 0               | CL                 | 0                  | 0                  |             | -           | -           | 5      | -6     |        |
| 2021                    | Náutico                 | A                       | 16         | -11        | CB              | 0               | 0               |                    | -                  | -                  |             | -           | -           | 16     | -11    |        |
| 2021                    | Athl. Paranaense        | A1/PR+A                 | 8+0        | -8         | CB              | 0               | 0               | CS                 | 0                  | 0                  |             | -           | -           | 8      | -8     |        |
| 2022                    | Náutico                 | B                       | 11         | -18        | CB              | 0               | 0               |                    | -                  | -                  |             | -           | -           | 11     | -18    |        |
| Totale Náutico          | Totale Náutico          | Totale Náutico          | 27         | -29        |                 | 0               | 0               |                    | -                  | -                  |             | -           |             | 27     | -29    |        |
| 2022                    | Athl. Paranaense        | A1/PR+A                 | 9+5        | -10 ; -7   | CB              | 0               | 0               | CL                 | 0                  | 0                  |             | -           | -           | 14     | -17    |        |
| Totale Athl. Paranaense | Totale Athl. Paranaense | Totale Athl. Paranaense | 27         | -31        |                 | 0               | 0               |                    | -                  | -                  |             | -           | -           | 27     | -31    |        |
| 2023                    | Cruzeiro                | M1/MG+A                 | 0          | 0          | CB              | 0               | 0               | CL                 | 0                  | 0                  |             | -           | -           | 0      | 0      |        |
| Totale carriera         | Totale carriera         | Totale carriera         | 79         | -94        |                 | 6               | -5              |                    | -                  | -                  |             | 5           | -5          | 90     | -104   |        |